# Sempere
Sempere – gmina w Hiszpanii, w prowincji Walencja, we wspólnocie autonomicznej Walencja, o powierzchni 3,83 km². W 2011 roku liczyła 46 mieszkańców.